# Sardis (Tennessee)
Sardis è un comune degli Stati Uniti d'America, situato nello Stato del Tennessee, nella Contea di Henderson.